# Outing - Fidanzati per sbaglio
Outing - Fidanzati per sbaglio è un film del 2013 scritto, diretto e montato da Matteo Vicino.

## Trama
Federico Maretti e Riccardo Terzino sono due giovani pugliesi. La loro amicizia dura fin dai tempi dell'infanzia, sebbene fra i due ci siano grandi differenze caratteriali. Federico è un playboy, mentre Riccardo è un aspirante stilista di moda a Milano, impiegato però in un lavoro di tutt'altra natura.
Quando i due ragazzi vengono a conoscenza della possibilità di ottenere un finanziamento della Regione Puglia per attività imprenditoriali nel campo della moda, decidono di tentare il colpaccio e Federico impegna la masseria di famiglia chiedendo un grosso prestito a Luigi, potente politico pugliese cui è legato a causa di un grave incidente d'auto avvenuto in passato. Nel momento in cui scoprono che il bando è riservato alle coppie di fatto, decidono di fingersi una coppia omosessuale.

## Produzione
Il film è stato girato nell'estate 2012 a Monopoli, Polignano a Mare e Conversano, con scene girate nel villaggio turistico Il Melograno e nella sede di Telenorba.